# Нью-Гейзелтон
Нью-Гейзелтон (англ. New Hazelton) — окружний муніципалітет в Канаді, у провінції Британська Колумбія, у складі регіонального округу Кітімат-Стекін.

## Населення
За даними перепису 2016 року, окружний муніципалітет нараховував 580 осіб, показавши скорочення на 12,9%, порівняно з 2011-м роком. Середня густина населення становила 23,8 осіб/км².
З офіційних мов обидвома одночасно володіли 30 жителів, тільки англійською — 540, а 5 — жодною з них. Усього 55 осіб вважали рідною мовою не одну з офіційних, з них 10 — одну з корінних мов.
Працездатне населення становило 57,1% усього населення, рівень безробіття — 21,7% (32,1% серед чоловіків та 12,5% серед жінок). 81,7% осіб були найманими працівниками, а 13,3% — самозайнятими.
Середній дохід на особу становив $40 329 (медіана $27 456), при цьому для чоловіків — $43 442, а для жінок $37 660 (медіани — $31 040 та $23 552 відповідно).
25,7% мешканців мали закінчену шкільну освіту, не мали закінченої шкільної освіти — 38,1%, 36,2% мали післяшкільну освіту, з яких 28,9% мали диплом бакалавра, або вищий.
| Статево-вікова структура населення | Статево-вікова структура населення | Статево-вікова структура населення | Статево-вікова структура населення | Статево-вікова структура населення |
| ---------------------------------- | ---------------------------------- | ---------------------------------- | ---------------------------------- | ---------------------------------- |
|                                    |                                    |                                    |                                    |                                    |
| Всього                             | Всього                             | 48,3%51,7%                         |                                    |                                    |
| 0 — 14 років                       | 0 — 14 років                       |                                    | 16,5%                              | 16,5%                              |
| 15 — 64 років                      | 15 — 64 років                      |                                    | 62,6%                              | 62,6%                              |
| 65 і більше                        | 65 і більше                        |                                    | 20,9%                              | 20,9%                              |
| 85 і більше                        | 85 і більше                        |                                    | 2,6%                               | 2,6%                               |
| Середній вік (років)               | Середній вік (років)               | 42,944,0                           | 43,5                               | 43,5                               |
| Медіана (років)                    | Медіана (років)                    | 45,648,0                           | 47,4                               | 47,4                               |
| — чоловіки — жінки                 |                                    |                                    |                                    |                                    |

| Походження мешканців:     | Походження мешканців:     | Походження мешканців: | Походження мешканців: | Походження мешканців: |
| ------------------------- | ------------------------- | --------------------- | --------------------- | --------------------- |
| Походження                |                           |                       | осіб                  | %                     |
| Корінні американці        | Корінні американці        |                       | 180                   | 27.07%                |
| Інше північноамериканське | Інше північноамериканське |                       | 220                   | 33.08%                |
| Європейське               | Європейське               |                       | 340                   | 51.13%                |
| британське                | британське                |                       | 270                   | 40.6%                 |
| французьке                | французьке                |                       | 45                    | 6.77%                 |
| українське                | українське                |                       | 10                    | 1.5%                  |
| Азійське                  | Азійське                  |                       | 75                    | 11.28%                |

| Зайнятість населення за галузями (за класифікацією NOC): | Зайнятість населення за галузями (за класифікацією NOC): | Зайнятість населення за галузями (за класифікацією NOC): | Зайнятість населення за галузями (за класифікацією NOC): | Зайнятість населення за галузями (за класифікацією NOC): |
| -------------------------------------------------------- | -------------------------------------------------------- | -------------------------------------------------------- | -------------------------------------------------------- | -------------------------------------------------------- |
|                                                          |                                                          |                                                          |                                                          |                                                          |
| Управління                                               | Управління                                               |                                                          | 5,3%                                                     | 5,3%                                                     |
| Бізнес, фінанси та адміністрування                       | Бізнес, фінанси та адміністрування                       |                                                          | 14%                                                      | 14%                                                      |
| Охорона здоров'я                                         | Охорона здоров'я                                         |                                                          | 8,8%                                                     | 8,8%                                                     |
| Освіта, правозахист, муніципальні та урядові служби      | Освіта, правозахист, муніципальні та урядові служби      |                                                          | 19,3%                                                    | 19,3%                                                    |
| Роздрібна торгівля та послуги                            | Роздрібна торгівля та послуги                            |                                                          | 26,3%                                                    | 26,3%                                                    |
| Гуртова торгівля, транспорт та обладнання                | Гуртова торгівля, транспорт та обладнання                |                                                          | 21,1%                                                    | 21,1%                                                    |
| Природні ресурси, сільське господарство                  | Природні ресурси, сільське господарство                  |                                                          | 8,8%                                                     | 8,8%                                                     |

## Клімат
Середня річна температура становить 3,9°C, середня максимальна – 18,6°C, а середня мінімальна – -14,3°C. Середня річна кількість опадів – 652 мм.
| Клімат поселення                              | Клімат поселення | Клімат поселення | Клімат поселення | Клімат поселення | Клімат поселення | Клімат поселення | Клімат поселення | Клімат поселення | Клімат поселення | Клімат поселення | Клімат поселення | Клімат поселення | Клімат поселення |
| Показник                                      | Січ.             | Лют.             | Бер.             | Квіт.            | Трав.            | Черв.            | Лип.             | Серп.            | Вер.             | Жовт.            | Лист.            | Груд.            |                  |
| Середній максимум, °C                         | −1,82            | 2,26             | 5,88             | 10,40            | 14,80            | 18,60            | 17,73            | 17,23            | 12,72            | 7,03             | 0,38             | −3,65            |                  |
| Середня температура, °C                       | −8,06            | −3,96            | −0,35            | 4,18             | 8,57             | 12,36            | 14,76            | 14,27            | 9,76             | 4,07             | −2,58            | −6,61            |                  |
| Середній мінімум, °C                          | −14,27           | −10,2            | −6,58            | −2,04            | 2,33             | 6,14             | 11,80            | 11,29            | 6,80             | 1,11             | −5,55            | −9,58            |                  |
| Норма опадів, мм                              | 67               | 39               | 29               | 29               | 44               | 54               | 58               | 55               | 71               | 85               | 62               | 59               |                  |
| Середньомісячна швидкість вітру, м/с          | 1.88             | 1.87             | 2.05             | 2.17             | 2.17             | 2.14             | 1.97             | 1.78             | 1.70             | 1.81             | 1.78             | 1.78             |                  |
| Середньомісячна сонячна радіація, кДж/м²·день | 1874             | 4454             | 9110             | 14459            | 17997            | 19506            | 18499            | 15552            | 10249            | 5217             | 2350             | 1276             |                  |
| --------------------------------------------- | ---------------- | ---------------- | ---------------- | ---------------- | ---------------- | ---------------- | ---------------- | ---------------- | ---------------- | ---------------- | ---------------- | ---------------- | ---------------- |
| Джерело:                                      |                  |                  |                  |                  |                  |                  |                  |                  |                  |                  |                  |                  |                  |